# Marek Zagórski
Marek Tadeusz Zagórski (ur. 6 sierpnia 1967 w Kamieniu Pomorskim) – polski polityk i dziennikarz. Poseł na Sejm IV, VIII i IX kadencji, w latach 2006–2007 sekretarz stanu w Ministerstwie Rolnictwa i Rozwoju Wsi, w latach 2015–2016 sekretarz stanu w Ministerstwie Skarbu Państwa, w latach 2016–2018 sekretarz stanu w Ministerstwie Cyfryzacji, w 2018 kierujący tym resortem pod nadzorem premiera, w latach 2018–2020 minister cyfryzacji, w latach 2020–2021 sekretarz stanu w KPRM.

## Życiorys

### Wykształcenie i praca zawodowa
W 1993 ukończył studia na Wydziale Humanistycznym Uniwersytetu Szczecińskiego. W 1997 ukończył kurs nowoczesnego zarządzania finansowego we Francuskim Instytucie Zarządzania, w 2001 studium podyplomowe w zakresie bankowości i finansów w Szkole Głównej Gospodarstwa Wiejskiego.
W latach 1991–1993 był redaktorem naczelnym tygodnika „Punkt Widzenia”. W 1993 pracował w Wydawnictwie „Morze i Ziemia” jako kierownik działu kolportażu. W latach 1993–1995 był redaktorem naczelnym telewizji kablowej TV Gryfnet w Szczecinie. Od 1995 do 1998 był prezesem zarządu Pomorskiej Stacji Radiowej. W 1998 pracował w Urzędzie Miejskim w Szczecinie jako pełnomocnik prezydenta miasta. W 1999 był zastępcą dyrektora zespołu w Agencji Restrukturyzacji i Modernizacji Rolnictwa. W 2005 podjął pracę jako prezes zarządu spółki prawa handlowego „Poręczenia Kredytowe”, a następnie od 2009 był prezesem zarządu Europejskiego Funduszu Rozwoju Wsi Polskiej.

### Działalność publiczna
W latach 1993–1997 należał do Partii Konserwatywnej, a od 1997 do Stronnictwa Konserwatywno-Ludowego. W latach 1999–2001 kierował gabinetem politycznym ministra rolnictwa i rozwoju wsi Artura Balazsa. Jako członek SKL w wyborach w 2001 został wybrany na posła z okręgu białostockiego, z listy Platformy Obywatelskiej. Po wyborach nie wszedł do Klubu Parlamentarnego PO, a został członkiem koła poselskiego tworzonego przez SKL (m.in. wraz z Arturem Balazsem) i w 2002 partii SKL-RNP, która rozwiązała się w grudniu 2003. Od 2004 był posłem niezrzeszonym. W wyborach w 2005 nie ubiegał się o reelekcję.
8 maja 2006 z rekomendacji Samoobrony RP objął urząd sekretarza stanu w Ministerstwie Rolnictwa i Rozwoju Wsi (zastępcy Andrzeja Leppera). 10 maja 2007 złożył dymisję. W tym samym roku znalazł się w grupie osób reaktywujących SKL z inicjatywy Artura Balazsa, a 12 grudnia 2009 został jego prezesem. W wyborach prezydenckich w 2010 był członkiem komitetu poparcia Bronisława Komorowskiego, a także członkiem zespołu współtworzącego jego program polityczny. W wyborach parlamentarnych w 2011 został kandydatem Prawa i Sprawiedliwości do Senatu w okręgu białostockim (na mocy porozumienia wyborczego PiS i SKL; był jedynym kandydatem SKL do parlamentu z ramienia PiS). Nie uzyskał mandatu, przegrywając z Tadeuszem Arłukowiczem z PO. 1 marca 2014 kierowane przez niego SKL rozwiązało się, wchodząc w skład Polski Razem Jarosława Gowina. W tym samym miesiącu został wiceprezesem tej partii. Ponadto objął funkcję szefa sztabu Polski Razem przed wyborami do Parlamentu Europejskiego w 2014, w których był liderem listy partii w okręgu zachodniopomorsko-lubuskim (ugrupowanie nie osiągnęło progu wyborczego). Kilka miesięcy później stanął na czele struktur partii w województwie mazowieckim.
W 2015 wystartował w wyborach parlamentarnych jako lider listy wyborczej PiS (z rekomendacji Polski Razem) w okręgu siedleckim. Otrzymał 19 018 głosów, uzyskując tym samym mandat posła na Sejm VIII kadencji. 7 grudnia tego samego roku został powołany na sekretarza stanu w Ministerstwie Skarbu Państwa. 14 września 2016 został odwołany ze stanowiska, dzień później został sekretarzem stanu w Ministerstwie Cyfryzacji. Pozostał również wiceprezesem ugrupowania Porozumienie, powstałego w listopadzie 2017 z przekształcenia Polski Razem.
W styczniu 2018 premier Mateusz Morawiecki powierzył mu kierowanie Ministerstwem Cyfryzacji, samemu przejmując nadzorowanie resortu. W marcu tego samego roku Marek Zagórski zrezygnował z członkostwa w Porozumieniu, a w kwietniu przystąpił do Prawa i Sprawiedliwości. 17 kwietnia 2018 został powołany na stanowisko ministra cyfryzacji.
W wyborach w 2019 Marek Zagórski z powodzeniem ubiegał się o poselską reelekcję, otrzymując 9143 głosów. 15 listopada 2019 ponownie objął urząd ministra cyfryzacji, wchodząc w skład drugiego gabinetu dotychczasowego premiera. Zakończył urzędowanie na funkcji ministra 6 października 2020 w ramach rekonstrukcji rządu. Następnego dnia został powołany na sekretarza stanu w Kancelarii Prezesa Rady Ministrów i pełnomocnika rządu do spraw cyberbezpieczeństwa. Pełnił tę funkcję do czerwca 2021. W marcu 2023 zrezygnował z mandatu poselskiego. W kwietniu tego samego roku objął stanowisko prezesa zarządu Krajowej Grupy Spożywczej; spółką tą zarządzał do 2025.

## Życie prywatne
Syn Eugeniusza i Marii. Jest żonaty, ma dwoje dzieci.